# Municipio de Fox Creek
El municipio de Fox Creek (en inglés: Fox Creek Township) es un municipio ubicado en el condado de Harrison en el estado estadounidense de Misuri. En el año 2010 tenía una población de 105 habitantes y una densidad poblacional de 1,11 personas por km².

## Geografía
El municipio de Fox Creek se encuentra ubicado en las coordenadas 40°14′57″N 93°49′21″O / 40.24917, -93.82250. Según la Oficina del Censo de los Estados Unidos, el municipio tiene una superficie total de 94.92 km², de la cual 94,53 km² corresponden a tierra firme y (0,4 %) 0,38 km² es agua.

## Demografía
Según el censo de 2010, había 105 personas residiendo en el municipio de Fox Creek. La densidad de población era de 1,11 hab./km². De los 105 habitantes, el municipio de Fox Creek estaba compuesto por el 99,05 % blancos, el 0,95 % eran isleños del Pacífico. Del total de la población el 0 % eran hispanos o latinos de cualquier raza.